# Баратаев, Михаил Петрович
Князь Михаи́л Петро́вич Барата́ев (груз. მიხეილ პეტრეს ძე ბარათაევი; 1784—1856) — российский государственный деятель грузинского происхождения, действительный статский советник, предводитель дворянства Симбирской губернии, видный масон. Нумизмат, первый исследователь нумизматики Грузии.

## Биография
Происходил из древнего грузинского княжеского рода Баратаевых (Бараташвили). Родился 25 января (5 февраля) 1784 года. Его отцом был симбирский наместник, генерал-поручик Пётр Михайлович Баратаев (1734—1789).
Службу начал, поступив юнкером в 11 артиллерийский батальон 4 октября 1798 года.
- 17 ноября 1799 получил звание подпоручика.
- 23 июня 1803 года перевёлся в 7 артиллерийский полк.
- 30 января 1805 года уволился со службы.
- 12 июня 1806 года поступил на службу в Павлоградский гусарский полк.
- 27 апреля 1807 года поступил адъютантом на службу к генерал-майору Ефиму Игнатьевичу Чаплицу с производством в поручики.
- 23 ноября 1807 года награждён орденом святого благоверного князя Владимира с бантом.
- 30 ноября 1807 года награждён золотым крестом за Прейсиш-Эйлау.
- Из-за ран уволен со службы 5 февраля 1809 года с чином штабс-ротмистра.
- 21 декабря 1815 года стал предводителем уездного симбирского дворянства, а с 1 января 1820 года предводитель губернского дворянства, занимал этот пост по 1835 год.

В феврале 1826 года был арестован в Симбирске по подозрению в связях с декабристами; 3 марта доставлен в Санкт-Петербург, где содержался в Главном штабе пока не было установлено что связей с декабристами он не имел; 25 мая 1826 года по высочайшему указу был освобождён; 26 августа того же года получил чин статского советника.
Председатель организованного в 1826 году комитета по сооружению Троицкого собора. В 1829—1832 почётный попечитель, в 1834—1836 годах — попечитель и член совета Дома трудолюбия в Симбирске. Учредитель, секретарь, в 1829—1833 почётный попечитель, в 1832—1836 гг. — также член совета Женского общества христианского милосердия в Симбирске. В 1832—1834 гг. — почётный попечитель (смотритель) Симбирской губернской гимназии. Заведовал дворянским пансионом в Симбирске. В 1830-х годах купил деревню Вырыпаевка.
- 22 сентября 1835 года поступил на службу в министерство внутренних дел.
- 21 августа 1838 года получил чин действительного статского советника.
- С 13 апреля 1839 года работает в министерстве финансов.
- 9 июня назначен начальником закавказского таможенного округа.
- В 1843 году вышел в отставку.

Находясь на службе в Грузии Михаил Петрович Баратаев увлёкся нумизматикой, собрал уникальную коллекцию грузинских монет. После выхода на пенсию он написал на русском и французском языках «Нумизматические факты Грузинского царства». В этом издании хоть и содержится ряд ошибок, и данные не всегда точны, но тем не менее оно стало первым исследованием посвящённым монетам Грузии. За свой труд был избран в Париже в члены Академии. Известный археолог, член-основатель императорского Археологического общества. 
Умер 30 июля (11 августа) 1856 года в своём имении Баратаевка, около Симбирска. Похоронен на кладбище Симбирского Покровского мужского монастыря.

## Масонство
Видный масон начала XIX столетия. Был заочно возведён И. В. Бёбером в высшие степени масонства в петербургском капитуле «Феникс», затем его действительный член. Орденское имя: Рыцарь великого орла. Орденский девиз: Смотрю на солнце и блеска молнии не страшусь.
В 1817 году стал основателем московской ложи «Александра тройственного спасения», работавшей по Исправленному шотландскому уставу.
В 1817—1818 годах наместный мастер работ на русском языке петербургской ложи «Соединённые друзья». Член Великой ложи «Астрея», почётный член множества лож в России.
Основатель и бессменный досточтимый мастер симбирской ложи «Ключ к Добродетели» (основана 30 ноября 1817 года). В марте 1818 года М. П. Баратаевым при ложе было основано «Симбирское общество христианского милосердия». В июле 1819 года в ложе был создан особый комитет для воспитания, который следил за подготовкой сыновей масонов для поступления в Царскосельский лицей, а также за их обучением там. В 1819 году пытался создать отделение ложи в Казани. В мае 1820 года члены ложи создали «Симбирский дом трудолюбия для бедных девиц дворянского происхождения» (впоследствии Елизаветинское училище). Ложа тайно продолжала собрания после запрета масонства в России в 1822 году. Архив ложи был конфискован правительством при аресте М. П. Баратаева по делу декабристов и полностью сохранился.

## Семья
Жена (с 1810 года) — Александра Николаевна Чоглокова (умерла 1834), внучка обер-гофмейстера Николая Чоглокова и Марии Гендриковой, сестра генерал-лейтенанта Павла Чоглокова.
- Сын — Михаил (15.1.1814—10.7.1879)[14], статский советник[12]; его сын Сергей Михайлович (1861—1930) депутат Государственной думы I созыва от Симбирской губернии[15].
- Сыновья — младенец Петр-старший (1.1.1818—24.6.1819)[16], младенец Николай (3.6.1823—24.6.1823)[16], Сергей (р. 3.7.1827), Алексей (р. 2.5.1829), младенец Петр-младший († 20.2.1831)[16].
- Дочери — Елизавета (1811—13.4.1876)[17], Александра (р. 1815), Екатерина (р. 1816), Анна (р. 4.4.1820), Софья (р. 9.7.1822), Вера (29.2.1824—4.10.1828)[16], Аделаида (р. 13.4.1825)[12].